# Viện Khoa học kỹ thuật Nông - Lâm nghiệp Tây Nguyên
Viện Khoa học Kỹ thuật Nông - Lâm nghiệp Tây Nguyên (tên giao dịch tiếng Anh: The Western Highlands Agro-Forestry Scientific and Technical Institute, viết tắt: WASI) là một viện nghiên cứu về các loại cây trồng trong khu vực Tây Nguyên của Việt Nam.
Viện được thành lập theo Quyết định số 930/1997/QĐ-TTg ngày 3 tháng 11 năm 1997 của Thủ tướng Chính phủ Việt Nam trên cơ sở sáp nhập Viện Nghiên cứu Cà phê và Trung tâm Nghiên cứu Thực nghiệm Dâu tằm tơ Bảo Lộc. Viện là một đơn vị hành chính sự nghiệp thuộc Bộ Nông nghiệp và Phát triển Nông thôn.
Phạm vi hoạt động của WASI bao gồm năm tỉnh Gia Lai, Đắk Lắk, Kon Tum, Đắk Nông, Lâm Đồng. Trụ sở đóng tại thành phố Buôn Mê Thuột.
Nằm trên Quốc lộ 27, cách Trung tâm thành phố Buôn Ma Thuột khoảng 7 km, cách sân bay Buôn Ma Thuột khoảng 2 km
Các hoạt động nghiên cứu của Viện này gồm:
- Chọn tạo giống cây trồng
- Bảo vệ thực vật
- Hệ thống nông lâm nghiệp
- Chăn nuôi thú y
- Lâm nghiệp
- Công nghệ sau thu hoạch
- Thủy lợi
- Sinh thái và bảo vệ môi trường
- Kinh tế - xã hội và thị trường